# Austrian Open 1975
L'Austrian Open 1975 è stato un torneo di tennis giocato sulla terra rossa. È stata la 30ª edizione del torneo, che fa parte del Commercial Union Assurance Grand Prix 1975. Si è giocato a Kitzbühel in Austria dal 7 al 12 luglio 1975.

## Campioni

### Singolare maschile
Adriano Panatta ha battuto in finale  Jan Kodeš con il punteggio di 2–6, 6–2, 7–5, 6–4

### Doppio maschile
Paolo Bertolucci /  Adriano Panatta hanno battuto in finale  Patrice Dominguez /  François Jauffret con il punteggio di 6–2, 6–2, 7–6